# Kinmparana
Kinmparana är en ort i Mali.   Den ligger i regionen Ségou, i den södra delen av landet, 300 km öster om huvudstaden Bamako. Kinmparana ligger 306 meter över havet och antalet invånare är 6 014.
Terrängen runt Kinmparana är platt. Runt Kinmparana är det ganska glesbefolkat, med 31 invånare per kvadratkilometer. Det finns inga andra samhällen i närheten. Omgivningarna runt Kinmparana är en mosaik av jordbruksmark och naturlig växtlighet.